# Serilophus lunatus
El eurilaimo pechoplata o pico ancho de pecho plateado (Serilophus lunatus) es una especie de ave paseriforme de la familia Eurylaimidae. Durante mucho tiempo fue considerada monotípica, una de las que se reconocía como subespecies (S. l. rubropygius) hoy es reconocida como una especie serparada (Serilophus rubropygius). Cuenta con nueve subespecies reconocidas en la actualidad.
Se encuentra en Bangladés, Bután, Camboya, China, India, Indonesia, Laos, Malasia, Birmania, Nepal, Tailandia, y Vietnam.
Sus hábitat son los bosques húmedos de tierras bajas y bosques montanos. La especie ha disminuido un poco debido a la pérdida de hábitat, pero no se considera en peligro de extinción.

## Descripción
Es un ave de tamaño mediano, mide de 16 a 17 centímetros de longitud y 25 a 35 gramos de peso. El plumaje de la raza nominal tiene la cabeza de color oxidado con la frente ceniza y una amplia franja negra encima del ojo. El pecho y el vientre son de color blanco y la cola y la parte superior de las coberteras son rojizas brillante. Las plumas de vuelo son de azul llamativo y negro y la cola es negra. Existe un pequeño dimorfismo sexual en el plumaje, ya que la hembra tiene una banda estrecha plateada a través del pecho. Las aves jóvenes se parecen a los adultos, pero con las alas más cortas y la cola, y el plumaje más oscuro en general. También hay alguna variación entre las diferentes subespecies.

## Hábitat
Esta ave ocupa una variedad de hábitats forestales. Se reproduce en los bosques tropicales y semitropicales, así como en los bosques semi-caducifolios y bosques dominados por pinos, robles y bambú. Se puede presentar en los bosques talados de forma selectiva e incluso entrar en tierras agrícolas y huertos. Se da en una gama de elevaciones a través de su área de distribución; entre 800 a 2000 metros en Sumatra, y 300 a 700 m en China.